# Seniorenakademie

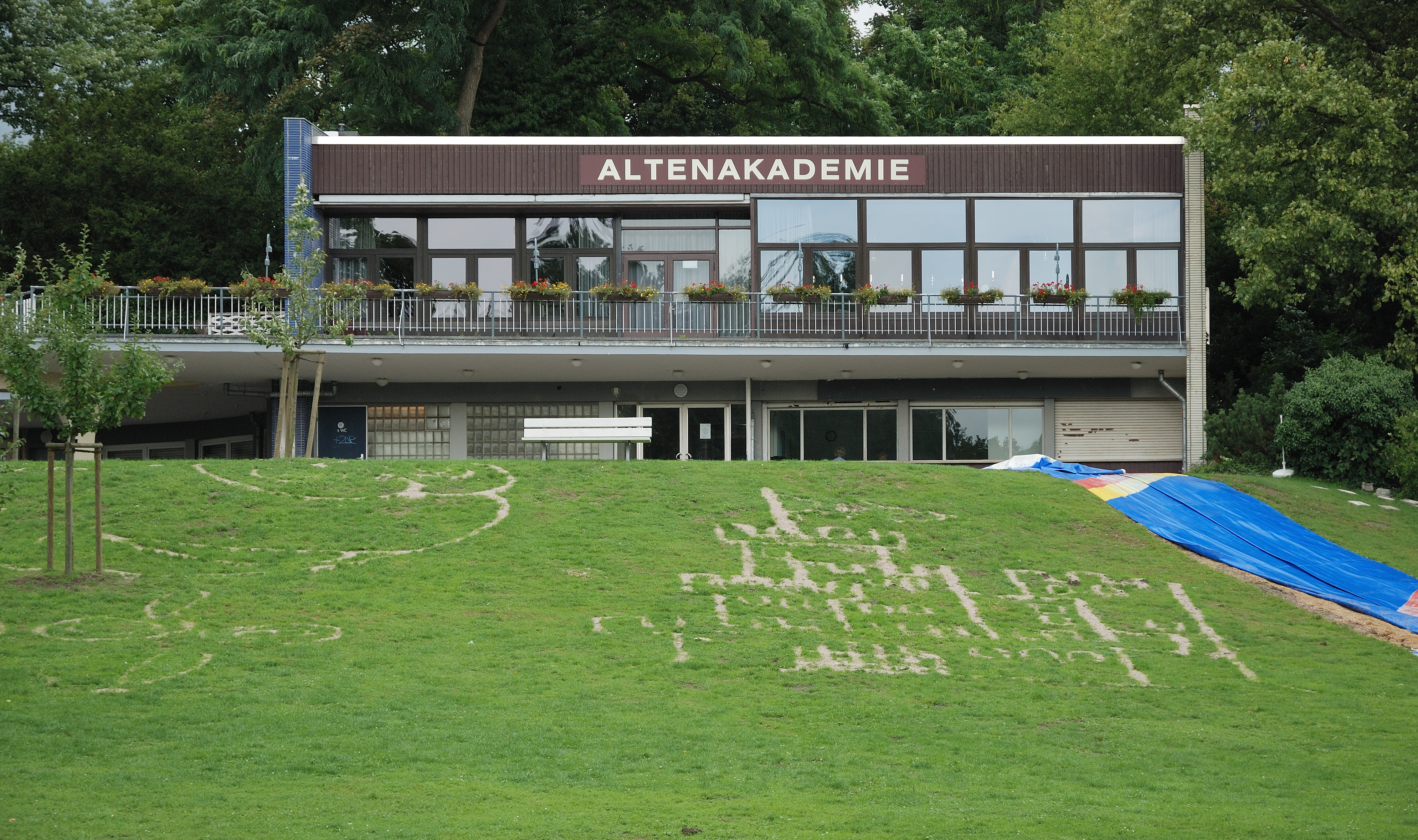
Seniorenakademie im Westfalenpark, Dortmund. Seit 1. März 2020 mit neuem Namen: ParkAademie

Eine Seniorenakademie ist eine relativ junge Institution des Lernens für Senioren. Viele Seniorenakademien sind von der Universität abgeleitet und haben mit dieser teilweise eine organisatorische Verbindung. Andere sind den örtlichen Volkshochschulen angegliedert. Seniorenakademien lassen sich auch als eine Untergruppe der Bürgeruniversität verstehen. Es gibt auch solche mit europäischem Ansatz: die Europäische Senioren Online Akademie Berlins, die Deutsch-Polnische Seniorenakademie an der Europa-Universität Viadrina in Frankfurt an der Oder sowie die Europäische Senioren Akademie in Ahaus, daneben eine Seniorenakademie Bayern.
Um der wachsenden Nachfrage von älteren Menschen nach (Weiter-)Bildung gerecht zu werden, entstehen auch immer mehr private Akademien. Sie verwirklichen das Konzept des lebenslangen Lernens und tragen damit zur Bildung und Beteiligung von Senioren am gesellschaftlichen Leben bei.
Website

## Vorläuferin
Eine Akademie wurde in Heidelberg am 1. August 1984 als gemeinnütziger eingetragener Verein unter anderem vom Gründungsvorsitzenden Werner Boll (1919–2007) gegründet. Sie erreichte schnell eine Mitgliederzahl von über 5 000 Mitgliedern aus der Stadt und der Region. 1993 wurde zusätzlich die gemeinnützige GmbH „Akademie für Ältere“ nach den Bestimmungen des GmbH-Gesetzes gegründet. Diese ist das Bindeglied zur und für die Unterstützung der Einrichtung durch die Kommune. Die Basis für das Konzept dieser Akademie war und ist im Gegensatz zum Konzept der kommunalen Volkshochschulen die überwiegende ehrenamtliche Arbeit älterer Vereinsmitglieder, insbesondere als Dozentinnen und Dozenten. Dieser Verein bemühte sich seit seiner Gründung um die Weitergabe des Wissens um und die Unterstützung weiterer lokaler Akademiegründungen.

## Träger und Ziele
Eine Liste deutscher Seniorenakademien zeigt, dass diese sehr verschiedene Ansätze von Bildungsarbeit verfolgen.
Die Zugehörigkeit zu einer Universität wird oft schon an der speziellen Trägerschaft einer Akademie klar, z. B. bei der Deutsch-Polnischen Seniorenakademie, die von der Europa-Universität Viadrina in Frankfurt an der Oder getragen wird. Einige der Seniorenakademien bzw. deren Träger reklamieren, wie in der Titelformulierung als Eingetragener Verein vermittelt, keinen spezifisch ausgerichteten Bildungsansatz, einige andere dagegen unterstreichen ihre Funktion als Begegnungsstätte. Demgegenüber wird ein spezifisch ausgerichteter Forschungsansatz beim Institut für Stressforschung und ganzheitliche Weiterbildung in Meerbusch-Osterath in dessen Titel deutlich.
Der Verein für weibliche Diakonie e. V. Barmstedt ist offenbar Träger einer (dortigen) Gender-orientierten Akademie. Eher technisch orientiert dürfte die Akademie in Ilmenau sein, die der Technischen Universität Ilmenau unterstellt wird. Viele der Seniorenakademien werden konfessionell bzw. kirchlich getragen, oder überkonfessionell wie die Akademie des Stadtkirchenverbandes Hannover. Künstlerisch orientiert zeigt sich die Winckelmann Akademie München, die von der Akademie für Kunstgeschichte für Menschen ab 50 getragen wird. Die 2014 gegründete Seniorenakademie Bayern versteht sich – als Ausnahmeerscheinung – als Einrichtung mit Bildungsstätten über das gesamte Bayern verteilt.